# Денні Найтінгейл
Денні Найтінгейл  (англ. Danny Nightingale, 21 травня 1954) — британський сучасний п'ятиборець, олімпійський чемпіон.

## Виступи на Олімпіадах
| Олімпіада     | Дисципліна | Місце |
| ------------- | ---------- | ----- |
| Монреаль 1976 | особисті   | 10    |
| Монреаль 1976 | командні   | 1     |
| Москва 1980   | особисті   | 15    |
| Москва 1980   | командні   | 8     |